# Wilhelm von Drigalski
Pour les articles homonymes, voir Drigalski.
Wilhelm von Drigalski, né Karl Rudolf Arnold Arthur Wilhelm von Drigalski le 21 juin 1871 à Dresde et mort le 12 mai 1950 à Wiesbaden, est un bactériologiste et hygiéniste allemand. Il a été l'assistant de Robert Koch, médecin allemand découvreur du bacille de la tuberculose, et a isolé la bacille du typhus avec Heinrich Conradi.

## Biographie
Fils d'un capitaine (Hauptmann) de l'armée prussienne - Arthur von Drigalski (1834-1897) - et de Minna Kuhn (1840-1900), Karl Wilhelm von Drigalski est issu d'une famille d'officiers militaires de Haute-Silésie (son grand-père, Karolus von Drigalski, fut colonel de l'armée prussienne). Il fréquenta durant ses études plusieurs écoles, à Hirschberg, Stargard et Ratibor. Il obtint son certificat de fin d'études à Detmold.
Il étudia au Kaiser-Wilhelm Institüt (aujourd'hui l'Université Humboldt de Berlin) la médecine militaire, pour obtenir son doctorat en 1895. L'année d'après, il réussit l'examen d'État pour devenir médecin militaire. Assistant de Robert Koch à l'Hôpital universitaire de la Charité de Berlin, il fut - sous le conseil de Koch - intégré à la commission d'éradication du typhus en Allemagne, de 1902 à 1904.
Professeur titulaire en 1905, il était également bactériologiste dans l'armée allemande. La même année, il se maria avec Elisabet "Liesbet" Dill, fille du conseiller municipal de Sarrebruck Fritz Dill. Von Drigalski devint hygiéniste au Collège Technique de Hanovre. En 1907, il occupa le poste de médecin de la ville (Stadtartz) de Halle, obtenu grâce à la recommandation de Koch, et enseigna dans l'université locale à partir de 1913.
Durant les guerres balkaniques et la Première Guerre mondiale, de par sa formation de médecin militaire, il est dépêché sur les fronts des Balkans et occidental, pour lutter contre les épidémies de choléra. Durant quelques mois, en 1915/1916, il fut nommé au poste de médecin temporaire à Bruxelles. Puis, jusqu'à la fin de la guerre, devint conseiller pour l'armée dans le domaine de l'hygiène.
Il devint le chef de la santé publique, au sein du conseil municipal, à Berlin en 1925. Avec la montée du nazisme et son implication dans le Parti démocrate allemand (DDP) - qu'il a rejoint en 1919, il est licencié de son poste à Berlin en mars 1933 et révoqué de son poste d'enseignant à Halle en 1937, l'obligeant à prendre à sa retraite. Il passa plusieurs années comme médecin de bord. Il s'installa à Wiesbaden, capitale de la Hesse, en 1942.
Après la guerre, il occupa le poste de chef de la santé publique et de conseiller du ministère de l'Intérieur, pour le land de Hesse, jusque fin 1948.
Il s'éteignit le 12 mai 1950, à l'âge de 78 ans.

## Réalisations
Les deux réalisations, expliquées ci-dessous et élaborées par Heinrich Conradi (de) (1876-1943) et von Drigalski, ont permis d'isoler la bacille du typhus (Salmonella typhi) de la bacille coli (E. Coli), dans des échantillons de matière fécale ; différenciation faire grâce à la différence de métabolisation des sucres. Ceci entraîna une amélioration du traitement du typhus et des dysenteries.

### Gélose de Drigalski-Conradi
La gélose de Drigalski (appelée également gélose de Drigalski-Conradi ou Conradi-Drigalski,) est utilisée en microbiologie pour la détection des bacilles et des colibacilles à Gram négatif non exigeants (sélection des Enterobacteriaceae).
Elle consiste en un milieu (agar) sélectif se composant en grande partie de lactose, de peptone, ainsi que de cristal violet et de désoxycholate. Les deux premiers produits permettent la différenciation entre les espèces qui fermentent le lactose ou non, les deux derniers inhibent en grande majorité les bactéries à Gram positif. Conradi et Drigalski testèrent plusieurs colorants et trouvèrent que le cristal violet, à une concentration de 1 pour 100 000, inhibe les cocci non désirées sans pour autant gêner la formation des colonies de B. typhi.
L'obtention de cette gélose a varié au cours des années, mais reste aujourd'hui un milieu très utilisé en microbiologie.

### Spatule de Drigalski
La spatule de Drigalski sert à faciliter l'application uniforme et l'ensemencement des bactéries sur le milieu solide. Elle consiste en une tige, de métal ou de verre, avec un côté en forme de triangle pour le maintien.
Elle fut inventée également par von Drigalski et Conradi, en même temps que la méthode d'application surfacique :
- chauffer la spatule sur un bec Bunsen, puis laisser refroidir ;
- tremper la partie fine dans l'échantillon ;
- appliquer dans toutes les directions sur le milieu solide.

## Publications

### En tant qu'auteur unique
- Zur Wirkung der Lichtwärmestrahlen, 1900
- Ueber ein Verfahren zum Nachweis der Typhusbacillen, 1902
- Ueber eine unter dem Bilde des Typhus verlaufende, durch einen besonderen Erreger bedingte Epidemie, 1902
- Ueber Ergebnisse bei der Bekämpfung des Typhus nach Robert Koch, 1904
- Beobachtungen bei Genickstarre, 1905
- Aufgaben der Kommunalhygiene Vortrag, gehalten auf den Städtetage der Provinz Sachsen und des Herzogstums Anhalt zu Cöthen am 10. Juli 1909, 1909
- Über Ergebnisse und Erfolge bei der Bekämpfung der Säuglingssterblichkeit im Jahre 1911, 1912
- Die Verwendung der Helferinnen zu Zwecken des Säuglingsschutzes, 1912
- Schulgesundheitspflege, ihre Organisation und Durchführung : ein Leitfaden für Aerzte, Lehrer und Verwaltungsbeamte, 1912
- Säuglingsfürsorge und Mutterschutz nach den Erfahrungen der Vorkriegs-, Kriegs- und Nachkriegszeit. Sozialhygienische Studie, 1924
- Bericht über die 48. Jahresversammlung des Deutschen Vereins für öffentliche Gesundheitspflege vom 16. bis 18. September 1927 zu Saarbrücken. Deutsche Zeitschrift für öffentliche Gesundheitspflege. Blätter des Deutschen Vereins für öffentliche Gesundheitspflege. 3. Jahrgang 1927. Heft 9/12. September 1927, 1927
- Au congrès olympique (Die Sporthauptstadt Deutschlands : Dem olympischen Kongress 1930 gewidmet vom Magistrat der Stadt Berlin), 1930
- Arbeit und Wohnung, 1931
- Der Aufstieg des Sanitätskorps, 1939
- Im Wirkungsfelde Robert Kochs, 1944
- L'Homme contre les microbes : Les maladies contagieuses dans l'histoire et la vie des Hommes (Menner gegen Mikrobene : Pest, Cholera, Malaria und ihre Verwandten in Geschichte und Leben), 1951, adapté en français par Fernand Lot en 1955 aux éditions Plon

### En tant que co-auteur
Avec A. Peters
- Bericht über die Tatigkeit des Startarztes und den schularzblichen Dienst zu Halle für das Jahr 1908/1909, 1909[12]
- Die einrichtungen für städtische gesundheitspflege in Halle a.S. im jahre 1912/13, 1913[13]

Avec Heinrich Seebaum
- Der Mensch in seinen Beziehungen zur Auẞenwelt : ein Buch der Gesundheitslehre für die lernende Jugend, 1908[14]

Avec Erich Seligmann
- Neue Wege zur Deckung des Bäderbedarfs in Berlin, 1929[15]